# سيانزار (سقز)
قرية سيانزار (بالكردية: سیانەزار) هي إحدى القرى التابعة لـذو الفقار في ريف قسم سرشيو من مقاطعة سقز، في محافظة كردستان الإيرانية.

## السكان
حسب إحصاءات سنة 2006، بلغ إجمالي السكان في سيانزار 162 نسمة وعدد المساكن 28 مسكن. لغة سكان سيانزار هي اللغة الكردية و هم من أهل السنة والجماعة والمذهب الشافعي.